# Józef Wybicki

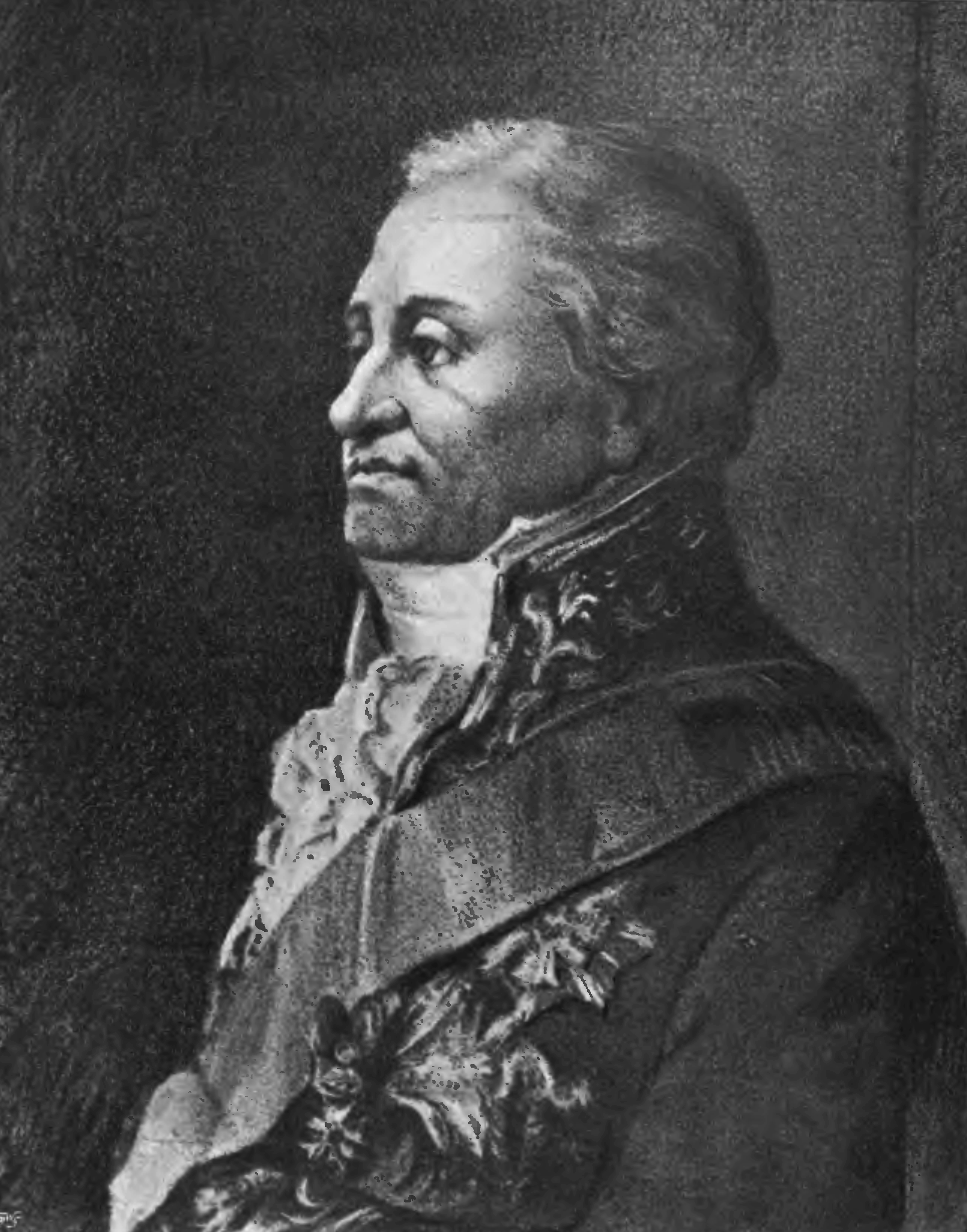
Józef Wybicki.

Józef Rufin Wybicki (Będomin, República de las Dos Naciones, 29 de septiembre de 1747-Śrem, Gran Ducado de Posen, 19 de marzo de 1822) fue un abogado, poeta, compositor, militar y político polaco. Wybicki es conocido por componer la Mazurka de Dąbrowski (en polaco: Mazurek Dąbrowskiego), himno nacional de Polonia desde 1927.

## Biografía
Józef Wybicki nació en Będomin el 29 de septiembre de 1747, en la región de Pomerania de la Mancomunidad polaco-lituana (en la actualidad Polonia).
Estudió en una escuela jesuita. Wybicki fue elegido diputado del Repnin Sejm, la sesión del parlamento polaco de 1767, en vísperas de la primera partición de Polonia. Posteriormente se unió a la insurgencia conocida como la Confederación de Bar, con el objetivo de oponerse a la influencia rusa y al rey Estanislao II Poniatowski. Fue uno de los asesores de la Confederación, que actuando como diplomático. Después del fracaso de la sublevación, pasó un tiempo en los Países Bajos, donde estudió derecho en la Universidad de Leiden.
De vuelta a Polonia, entre 1770 y 1780 se unió a la Comisión de Educación Nacional. Fue activista del Partido Patriótico durante la Gran Sejm; y a pesar de que no fue uno de sus primeros diputados, seguía muy de cerca las actas del parlamento. A partir de 1791, Sin embargo, empieza a participar en las grandes deliberaciones del Sejm. En 1792, la víspera de la guerra ruso-polaca, se unió a la Confederación de Targowica. 
Posteriormente participó en la Insurrección de Kościuszko y fue miembro de la Sección Militar del Consejo Provisional del Ducado de Mazovia. Tras el fracaso de esta insurrección se trasladó a Francia. Amigo cercano de Tadeusz Kościuszko y  Jan Henryk Dąbrowski, organizó con este último las Legiones Polacas en Italia, sirviendo bajo el mando de Napoleón Bonaparte. En 1797, mientras se encontraba en Reggio Emilia (Italia), escribió Mazurek Dąbrowskiego en honor a Dabrowski. 
Después de la creación del Gran Ducado de Varsovia en 1807, ocupó una serie de puestos en el Departamento de Justicia, y continuó trabajando para el gobierno después de la caída de Napoleón y la creación de la Polonia del Congreso de Viena. En 1817 fue designado presidente de la Corte Suprema de Justicia de la Polonia del Congreso. Falleció el 10 de marzo de 1822 en Manieczki, en Śrem, entonces parte del Gran Ducado de Posen, en Prusia.